# Phát thanh Internet

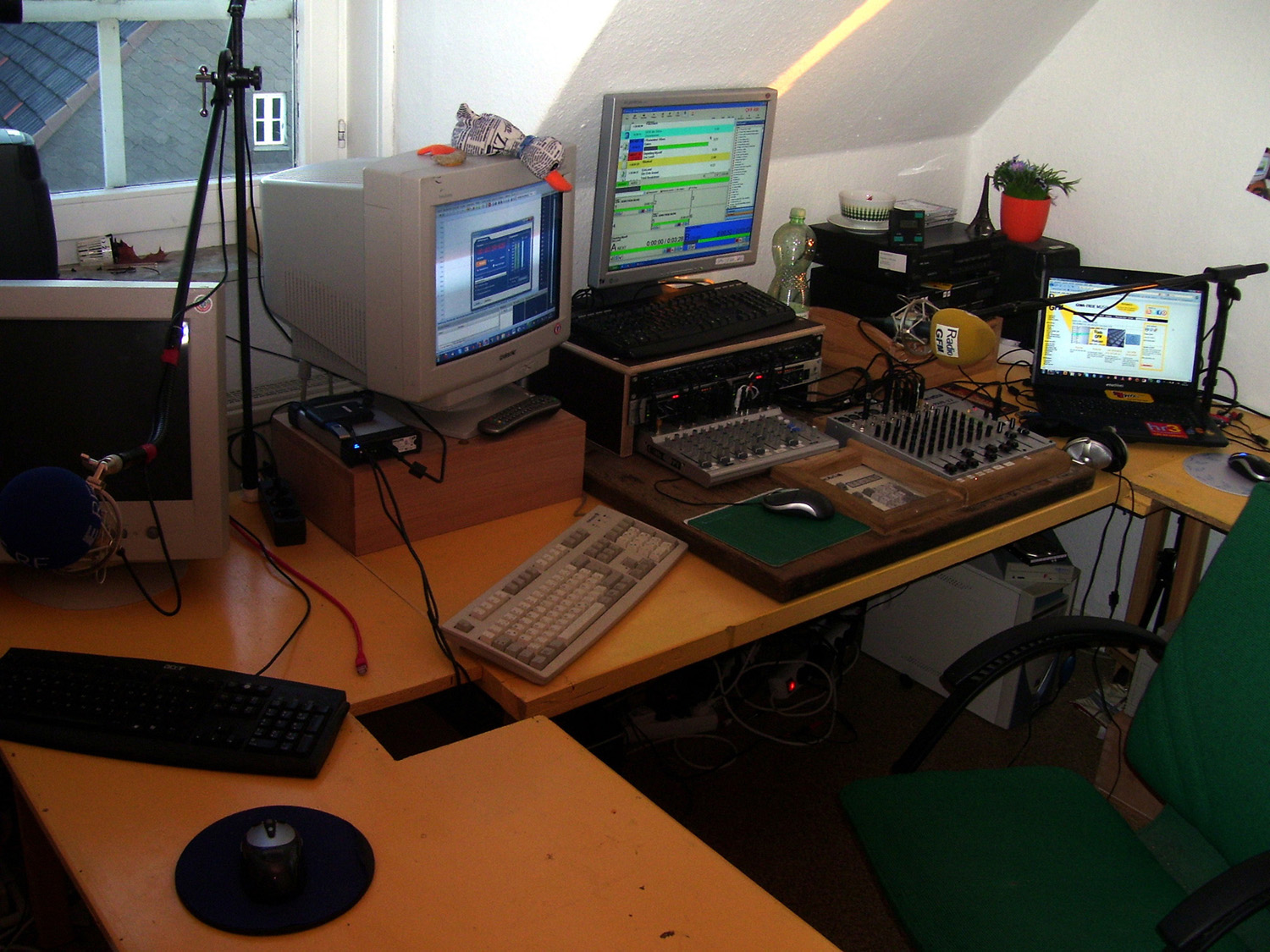
Một xưởng radio trên Internet

Radio trên Internet (hay web radio, net radio, e-radio) còn gọi là phát thanh Internet là một dịch vụ truyền dẫn âm thanh qua Internet. Radio trên Internet bao gồm các loại hình truyền thông trực tiếp, trình bày cho thính giả với một dòng âm thanh liên tục mà không thể tạm dừng hoặc phát lại, giống như phát thanh truyền hình truyền thống. Radio trên Internet cũng là khác biệt với podcast, trong đó bao gồm tải về từ một nguồn khác chứ không phải trực tuyến.
Radio trên Internet cung cấp các chương trình tin tức, thể thao, đàm thoại, và nhiều thể loại âm nhạc. Nhiều dịch vụ radio trên Internet liên kết với một trạm phát thanh truyền thống (trên đất liền) hoặc kênh radio tương ứng, mặc dù chi phí vận hành thấp đã cho phép một sự gia tăng đáng kể các dịch vụ radio trên Internet độc lập.